# Fighting Cressy
Pour plus de détails, voir Fiche technique et Distribution.
Fighting Cressy est un western muet américain de Robert T. Thornby, sorti en 1919.

## Fiche technique
- Titre : Fighting Cressy
- Réalisation : Robert T. Thornby

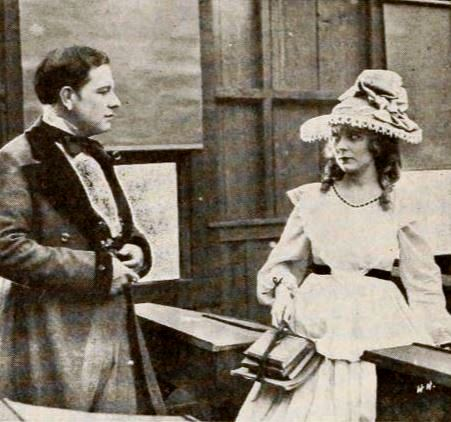
Pell Trenton et Blanche Sweet.

- Scénario : Fred Myton, d'après le roman de Bret Harte
- Photographie : Charles Kaufman
- Société de Production : Jesse D. Hampton Productions
- Distributeur : Pathé Exchange
- Pays de production : États-Unis
- Couleur : Noir et Blanc
- Format : 1,37 : 1
- Son : Muet
- Dates de sortie : 
  - États-Unis : 
    - 22 novembre 1919 (première à New York)
    - 11 janvier 1920 (exploitation)

## Distribution

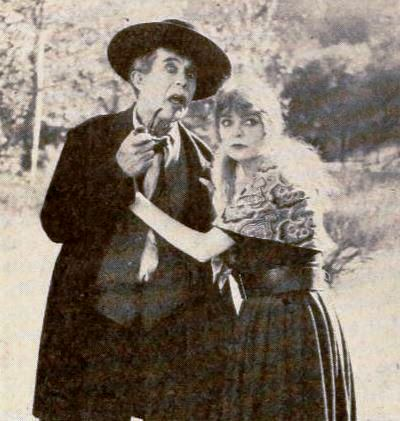
Blanche Sweet et un acteur non identifié.

- Blanche Sweet : Cressy
- Russell Simpson : Hiram McKinstry
- Edward Peil : John Ford
- Pell Trenton : Joe Masters
- Antrim Short : Seth Davis
- Frank Lanning : le vieux Harrison
- Billie Bennett : Mrs. Dabney
- Georgie Stone : Georgie
- Walter Perry : oncle Ben Dabney
- Eunice Moore : Ma McKinstry